# Пеленицин, Григорий Иванович
Григорий Иванович Пеленицин (1914 — до 1971) — советский работник строительной отрасли, машинист экскаватора строительно-монтажного поезда № 186 треста «Кузбасстрансстрой» Министерства транспортного строительства СССР, Кемеровская область; Герой Социалистического Труда.

## Биография
Родился в 1914 году на территории современной Воронежской области.
После окончания школы начал трудовую деятельность слесарем на строительстве участка железной дороги станции Свердловск-Сортировочный. В 1949 году стал машинистом экскаватора и позже был назначен бригадиром механизированного звена по выполнению комплекса земляных работ.
В 1957 году Григорий Иванович начал работать на строительстве комсомольской стройки Сталинск — Абакан в составе строительно-монтажного поезда № 186.. 
7 мая 1971 года, за самоотверженный труд и успехи, достигнутые в выполнении заданий пятилетнего плана по транспортному строительству, Григорию Ивановичу Пеленицину было присвоено звание Героя Социалистического Труда.
Дата смерти неизвестна.